# John Stauber
John Stauber (* 1953) ist ein US-amerikanischer Autor und politischer Aktivist. Er schreibt besonders über den Bereich Public Relations, Lobbying sowie sogenannte Spin-Doctor.

## Leben
Stauber wuchs in Marshfield, Wisconsin, in einer konservativen republikanischen Familie auf, wurde aber durch den Vietnamkrieg schon in der Highschool zu einem Aktivisten der Friedens- und Umweltschutzbewegung.
Sein mit Sheldon Rampton geschriebenes Buch Giftmüll macht schlank. Medienprofis, Spin Doctors, PR-Wizards. Die Wahrheit über die Public-Relations-Industrie zeichnet die Geschichte der PR nach, von den Anfängen bei P. T. Barnum und Edward Bernays bis hin zu den mächtigen PR-Unternehmen der Gegenwart, die die Kampagnen in Wirtschaft (Tabakindustrie) und Politik (Wahlkämpfe) sowie die tägliche Arbeit von Zeitungen und Zeitschriften entscheidend beeinflussen.
Weitere Themen seiner Bücher sind der Rinderwahnsinn BSE (Mad Cow USA) und der Irakkrieg. Im Juli 2003 schrieb er, wieder mit Sheldon Rampton, Weapons of Mass Deception: The Uses of Propaganda in Bush's War on Iraq, wo er behauptet, die  Bush-Regierung habe die USA unter Vorspiegelung falscher Tatsachen in den Krieg geführt. 2004 folgte das Buch Banana Republicans, das zu zeigen versucht, wie die Republikanische Partei die USA in einen Ein-Parteien-Staat verwandelt.
1993 gründete Stauber das Center for Media and Democracy (CMD) in Madison, dessen Leiter er bis 2009 war. Das CMD gibt die vierteljährliche Zeitschrift PR Watch heraus und unterstützt SourceWatch finanziell. Zum Zustand des Journalismus unter dem Kostendruck (so gibt es immer mehr bezahlte PR und immer weniger bezahlte journalistische  Arbeit, Zeit für Recherchen etc.) sagt er: „Statt Propaganda aufzudecken, sind Medien der Kanal für Propaganda geworden.“

## Schriften
auf deutsch erschienen:
- mit Sheldon Rampton: Giftmüll macht schlank. Medienprofis, Spin Doctors, PR-Wizards. Die Wahrheit über die Public-Relations-Industrie. orange-press, Freiburg (Breisgau) 2006, ISBN 3-936086-28-1.

im englischen Original:
- mit Sheldon Rampton: Toxic Sludge Is Good For You! Lies, Damn Lies and the Public Relations Industry. Common Courage Press, Monroe ME 1995, ISBN 1-56751-061-2.
- mit Sheldon Rampton: Mad Cow U.S.A. Could the nightmare happen here? Common Courage Press, Monroe ME 1997, ISBN 1-56751-111-2.
- mit Sheldon Rampton: Trust Us, We're Experts! How Industry Manipulates Science and Gambles With Your Future. Tarcher/Penguin, New York NY 2001, ISBN 1-58542-059-X.
- mit Sheldon Rampton: Weapons of Mass Deception. The Uses of Propaganda in Bush's War on Iraq. Tarcher/Penguin, New York NY 2003, ISBN 1-58542-276-2.
- mit Sheldon Rampton: Banana Republicans. How the Right Wing Is Turning America Into a One-Party State. Tarcher/Penguin, New York NY u. a. 2004, ISBN 1-58542-342-4.
- mit Sheldon Rampton: The Best War Ever. Lies, Damned Lies and the Mess in Iraq. Tarcher/Penguin, New York NY u. a. 2006, ISBN 1-58542-509-5.